# Česká numismatická společnost
Česká numismatická společnost je kulturní organizace sdružující sběratele, vědecké pracovníky a tuzemské i zahraniční vzdělávací a kulturní instituce z numismatiky, notafilie, faleristiky a příbuzných oborů.

## Historie
Česká numismatická společnost (zkratka ČNS) byla založena 7. března 1919 v Praze. Původně nesla název Československá numismatická společnost, v roce 1970 se na žádost slovenských poboček rozdělila na Českou numismatickou společnost a Slovenskou numismatickou společnost. Společnost už od svého vzniku sdružovala nejen sběratele a vědecké pracovníky, ale zastupovala českou numismatiku v zahraničí. S narůstajícím počtem členů došlo v následujících letech k založení jednotlivých poboček, které však mají svou právní autonomii a jsou sdruženy pod pražským ústředím ČNS. Aktivity ČNS se soustředí nejen na sběratele a vědecké pracovníky, ale sdružuje i státní a soukromé vzdělávací a kulturní instituce. Jejími členy jsou tak nejen významní vědci v oboru, ale například i muzea, kde má velmi úzké vazby především na Národní muzeum v Praze.
Česká numismatická společnost mimo jiné zastupuje české numismatiky v Mezinárodní numismatické komisi a Kongresech numismatiků v Bruselu a Berlíně. V oblasti vzdělávání zajišťuje vydávání odborné literatury a veřejnosti umožňuje studium ve vlastních knihovnách. Vedle této činnosti se zabývá popularizací numismatiky, v rámci které pořádá odborné přednášky a ve spolupráci s předními medailéry vydává i pamětní ražby

## Pobočky

### Ústředí ČNS
Založena roku 1919, jejím zakladatelem a prvním předsedou byl Ing. Eduard Fiala.
Současným předsedou je MUDr. Michal Mašek. Ústředí zastřešuje jednotlivé pobočky a představuje společnost navenek.

### ČNS pobočka Praha
Založena roku 1992, předseda lékař a historik Zdeněk Petráň

### ČNS, pobočka Teplice
Nejstarší pobočkou na severu Čech je teplická pobočka ČNS založena roku 1951. S narůstajícím počtem členů z ní později vznikly sousední pobočky v Lounech, Děčíně a v Ústí nad Labem. Významným členem byl první předseda Jan Pěček a dále čestní členové ČNS Erhard Röhnisch a Vladimír Mjalovský, který současně od roku 2000 zastává post jejího předsedy. Organizace sdružuje sběratele z Teplic a okolí, pro veřejnost se konají pravidelné přednášky a dvakrát ročně aukce pro členy společnosti. Pobočka je proslulá i svým rozsáhlým knihovním fondem, který patří k největším v rámci celé ČNS. Ve spolupráci s místním muzeem pořádali její členové v roce 2016 úspěšnou výstavu papírových platidel s názvem "Čím platili naše Babičky".
Teplická pobočka dále pravidelně vydává pamětní ražby (výročí důlního neštěstí na dole Nelson, 1250. výročí objevení termálních pramenů, 200. výročí bitvy u Chlumce…), včetně pamětní bankovky k 40. výročí přesunu děkanského kostela v Mostě.

### ČNS, pobočka Papírová platidla
Vznikla roku 1966 z Klubu papírových platidel se sídlem v Praze. Pobočka zastřešuje sběratele papírových platidel nejen z Prahy, ale i ostatních částí republiky. Mezi významné členy patřil na příklad Julius Sém, Miloš Kudweis a především Jan Bajer. Pobočka se vedle přednáškové činnosti zabývá i propagací notafilie, v rámci které vydávala v letech 1970 – 75 časopis Bankovka a od roku 1976 vydává občasník Notafilie. Dvakrát ročně koná pro členy ČNS sálové aukce sběratelského materiálu.

### ČNS, pobočka Brno
Brněnská pobočka České numismatické společnosti vznikla roku 1937 a sdružuje sběratele z města Brna a okolí. Pro své členy a veřejnost pořádá přednášky českých, ale i slovenských a rakouských odborníků.

### ČNS, pobočka Děčín
Děčínská pobočka vznikla roku 1967 z původní teplické organizace. Pobočka věnovala svou činnost především soupisu regionálních ražeb a výstavní činnosti. Významným členem děčínské pobočky byl její předseda a čestný člen ČNS, pan Stanislav Dluhoš. Pobočka dlouhodobě úzce spolupracovala s numismatiky z německé Pirny. 16. 2. 2016 bylo Výroční schůzí rozhodnuto o ukončení její činnosti a sloučení s pobočkou ČNS v Ústí nad Labem.

### ČNS, pobočka Hradec Králové
Královéhradecká pobočka byla založena roku 1956 a dlouhodobě patří mezi nejaktivnější v oblasti publikační činnosti. Jejím nejvýznamnějším členem je Zdeněk Nechanický, významným členem byl i historik Jaroslav Šůla nebo Jiří Müller starší.

### ČNS, pobočka Plzeň
Nejstarší pobočka ČNS byla založena v Plzni 13. října 1923, kdy se plzenští sběratelé sešli a ustavili numismatický kroužek při Společnosti pro národopis a ochranu památek v Plzni. Prvním předsedou se stal JUDr. Josef Ječný.
V roce 1929 uspořádal kroužek první výstavu v Západočeském muzeu v Plzni nazvanou "Tisíc let české mince". Po předčasné smrti dr. Ječného v r. 1934 byl k uctění památky tohoto významného numismatika pojmenován kroužek jeho jménem. Činnost kroužku neustala ani za 2. sv. války a po osvobození se jeho sídlem stalo Národopisné muzeum v Plzni a později Západočeské muzeum v Plzni.
Plzeňská pobočka ČNS sdružuje v současnosti na 70 členů - sběratelů, ale i zájemců o numismatiku a historii z Plzně a širokého okolí. Pořádá pravidelné schůzky, jejichž náplní jsou informace o nových mincích, ale i přednášky a diskuse o historii mincí, bankovek a příbuzných sběratelských předmětů, jako medaile, řády a vyznamenání, odznaky a pod.

### Ostatní pobočky
Česká numismatická společnost má dále svá zastoupení v Habartově, České Lípě, Opavě, Lounech, Třinci, Turnově, Ostravě, Olomouci, Ústí nad Labem, Uherském Hradišti, Ústí nad Orlicí, Šumperku, Vsetíně, Táboře, Kladně, Příbrami, Příboru, Pardubicích, Mladé Boleslavi, Kroměříži, Jihlavě a dále sdružené pobočky Liberec – Jablonec a Nymburk – Poděbrady. Nejmladší pobočkou v rámci ČNS je poté pobočka Pražské groše zabývající se středověkými ražbami.